# Тета Тельца
Тета Тельца (θ Тельца, Theta Tauri, θ Tauri, сокращ. Theta Tau, θ Tau) —  широкая пара оптически-двойных звёзд в зодиакальном созвездии Тельца, являющиеся членами рассеянного звёздного скопления Гиады. Две звезды отделены расстоянием в 3,94 ″ друг от друга на небе:
- Тета1 Тельца — спектрально-двойная звезда;
- Тета2 Тельца — спектрально-двойная звезда, переменная звезда типа Дельты Щита.

Ниже приведён список звёзд Тета Тельца (их спектральные классы приведены на фоне цвета этих классов, эти цвета взяты из названий спектральных типов и не соответствуют наблюдаемым цветам звёзд).
| Имя звезды   | Имя звезды | Спектр      | Звёздная величина | Звёздная величина | Перем. | Возраст (млрд. лет) | Расстояние (св. лет) | Прямое восхождение/ Склонение  |
| ОБ           | ОФ         | Спектр      | m                 | MV                | Перем. | Возраст (млрд. лет) | Расстояние (св. лет) | Прямое восхождение/ Склонение  |
| ------------ | ---------- | ----------- | ----------------- | ----------------- | ------ | ------------------- | -------------------- | ------------------------------ |
| Тета1 Тельца | 77         | G9IIIFe-0.5 | +3.84             | +0.416            | —      | 510                 | 152 ± 3              | 04h 28m 34.50s +15° 57′ 43.85″ |
| Тета2 Тельца | 78         | A7III       | +3.35/3.42        | +0.30/+1.44       | δ Sct  | 510                 | 157 ± 3              | 04h 28m 39.70s +15° 52′ 15.10″ |

Как видно из приведённого списка звёзды Тета Тельца связаны общим происхождением, но уже не связаны гравитационно (их расстояния лежат в пределах от 152 св. лет до 157 св. лет).

## История изучения кратности звезды
В 1836 году российский немецкий астроном В. Я. Струве, записал в свой каталог-приложение A информацию о двойственности Тета Тельца, то есть им был «открыт» компонент B, он же Тета2 Тельца и звёзды вошли в каталоги как STFA 10. Также в 1959 году была открыта переменность этой звезды с периодом 140.7 дн.
В 1979 году американский астроном Г. Макалистер (англ. Harold A. McAlister) опубликовал результаты об открытии спектральной двойственности звезды Тета2 Тельца, то есть им были открыты компоненты Ba,Bb и звёзды вошли в каталоги как MCA 15. В этом исследовании были объединены спектроскопические, интерферометрические и методы покрытия Луной. Был обнаружен 1977-дневный период обращения, а также были выяснены массы компонентов (2012 год): 4,14 ± 0,35 {\displaystyle M_{\bigodot }} и  2,88 {\displaystyle M_{\bigodot }}.
В 1989 году группа исследователей, работавшая на радиотелескопе Марк III опубликовала результаты об открытии спектральной двойственности звезды Тета1 Тельца, то есть им были открыты компоненты Aa,Ab и звёзды вошли в каталоги как MKT 13. В этом исследовании были объединены спектроскопические, интерферометрические и методы покрытия Луной. Были выяснены массы компонентов (2012 год): 3,81 {\displaystyle M_{\bigodot }} и  2,0 {\displaystyle M_{\bigodot }}.
В 1996 году группа исследователей, работавшая над каталогом Bordeaux PM2000 опубликовала результаты об открытии компонента BC и звёзды вошли в каталоги как BPMA 7.
Согласно Вашингтонскому каталогу визуально-двойных звёзд, параметры этих компонентов приведены в таблице:
| Компонент | Год  | Количество измерений | Позиционный угол | Угловое расстояние | Видимая звёздная величина компонента I | Видимая звёздная величина компонента II |
| Aa,Ab     | 1989 | 34                   | 8°               | —                  | 3.74m                                  | 4.86m                                   |
| Aa,Ab     | 1998 | 34                   | 334°             | —                  | 3.74m                                  | 4.86m                                   |
| AB        | 1800 | 43                   | 346°             | 340.0″             | 3.41m                                  | 3.94m                                   |
| AB        | 1836 | 43                   | 346°             | 337.4″             | 3.41m                                  | 3.94m                                   |
| AB        | 2016 | 43                   | 339°             | 347.9″             | 3.41m                                  | 3.94m                                   |
| Ba,Bb     | 1979 | 50                   | 2°               | —                  | 3.84m                                  | 7.30m                                   |
| Ba,Bb     | 2018 | 50                   | 353°             | —                  | 3.84m                                  | 7.30m                                   |
| BC        | 1996 | 7                    | 75°              | 268.4″             | 3.84m                                  | 11.96m                                  |
| BC        | 2015 | 7                    | 75°              | 268.3″             | 3.84m                                  | 11.96m                                  |

Обобщая все сведения о звезде, можно сказать, что у звезды Тета Тельца, присутствуют следующие компоненты:
- компонент B — Тета1 Тельца, звезда 4-й величины, находящаяся на угловом расстоянии 347,9 секунд дуги, что соответствует физическому расстоянию равному 5,20 ± 1,08 св. лет[e], их относительная скорость составляет 4,914 ± 1,621 км/с[f]. Вторая космическая скорость на расстоянии 5,10 ± 1,17 св. лет для звёздной системы с общей массой 8,89 {\displaystyle M_{\bigodot }} (2,86 {\displaystyle M_{\bigodot }}+2,16 {\displaystyle M_{\bigodot }}+2,67 {\displaystyle M_{\bigodot }}+1,2 {\displaystyle M_{\bigodot }}) должна составлять 0,21904 ± 0,0454 км/с[g]. Таким образом, согласно существующим данным две звезды претерпевают тесное сближение, но  гравитационно не связаны друг с другом. Однако, звёзды, с очень малой долей вероятности, могут быть гравитационно  связаны это: может произойти в результате обнаружения дополнительной близкой компоненты у обеих звёзд с большой массой и в случае новых уточнений параметров, которые будут указывать на более близкое расположение двух звёзд или на их меньшую относительную скорость. Звёзды, вероятно, родились совместно в одном молекулярном облаке, но теперь удаляются друг от друга по спирали;
- компонент BC, звезда 12-й величины, находящаяся на угловом расстоянии 268,3 секунд дуги, имеет каталожный номер HG 7-235[7]. У звезды известен параллакс, и судя по нему, звезда находится на расстоянии 146,87 св. лет, являясь карликом спектрального класса M1V, а также звездой переднего плана,  и соответственно, в систему Тета Тельца она не входит.

### Комментарии
1. ↑  STFA — ссылка на каталог-приложение A В. Я. Струве, 10 — номер записи в его каталоге
2. ↑  MCA — ссылка на каталог Г. Макалистера, 15 — номер записи в его каталоге
3. ↑  MKT — ссылка на каталог первооткрывателей, 13 — номер записи в их каталоге
4. ↑  BPMA — ссылка на каталог Bordeaux PM2000, 7 — номер записи в их каталоге
5. ↑  По состоянию данных на 2020 год[1][2], годичные параллаксы Тета1 Тельца[1]  и Тета2 Тельца[2] составляют 21,4183 ± 0,3457[5] mas и 20,8354 ± 0,3731[6] mas, что соответствует физическим расстояниям, равным 46,7 ± 0,74 пк  (152,28 ± 2,42 св. лет) и 48,00 ± 0,84 пк  (156,54 ± 2,75 св. лет), соответственно. Разница этих величин позволяет вычислить радиальную компоненту расстояния между двумя звёздами — 1,31 ± 0,10 пк  или 4,26 ± 0,33 св. лет. Тангенциальная компонента расстояния получается из прямого восхождения и склонения звёзд. У Тета1 Тельца[1] их значения составляют 04ч 28м 34.47±0.24с и 15° 57′ 43.85±0.12″, у звезды Тета2 Тельца[2] — 04ч 28м 39.74±0.32с и 15° 52′ 15.12±0.23″. Вычислив разницу по каждой из координат, переведя секунды прямого восхождения к секундам дуги и затем сложив эти величины, получаем угловое разделение звёзд 329,20 ± 0,59 ", которое на среднем расстоянии от Земли 47,7 пк соответствует тангенциальному физическому расстоянию 15 800,17 ± 27,79 а. е. или 0,0766 ± 0,0001 пк (0,2497 ± 0,0004 св. года). Сложив радиальное и тангенциальное расстояния, получаем физическое расстояние между Тета1 Тельца[1]  и Тета2 Тельца равное 322 966,45 ± 74 152,11 а. е. или 1,31 ± 0,10 пк (4,10 ± 0,33 св. лет). Так как тангенциальная компонента расстояния известна с бо́льшей точностью, она накладывает ограничение снизу на ошибки полученных величин 1,31+0,10
−0,62 пк или 4,26+0,33
−2,01 св. лет, что после перевода к среднему значению ошибки даёт значение расстояния — 1,59 ± 0,33 пк или 5,20 ± 1,08 св. лет.
6. ↑  По состоянию данных на 2020 год [1][2], собственные движения Тета1 Тельца[1]  составляют 104,97 ± 0,35 mas/год  и −15,14 ± 0,21 mas/год, у звезды Тета2 Тельца — 103,330 ± 0,748 mas/год  и −18,625 ± 0,574 mas/год. Эти значения соответствуют относительному угловому смещению 1,64 ± 1,098 mas/год  по прямому восхождению и 3,485 ± 0,272 mas/год  по склонению, что даёт общее угловое относительное движение, равное 3,8516 ± 1,131 mas/год. Согласно определению парсека, последнее значение собственного движения на расстоянии 47,0 пк соответствует значению тангенциальной скорости 0,010 ± 0,005 а.е./год  или 0,05 ± 0,02 км/с. Радиальная составляющая относительной скорости получается из разницы радиальных скоростей звёзд, которая у Тета1 Тельца составляет −3,7 ± 0,7 км/с, а у Тета2 Тельца — −4,032 ± 0,001 км/с, что даёт значение 0,332 ± 0,701 км/с. Сложив радиальную и тангенциальную составляющие, получаем значение относительной скорости Тета1 Тельца[1]  и Тета2 Тельца, равное 3,293 ± 0,200 км/с. Так как тангенциальная компонента скорости известна с бо́льшей точностью, она накладывает ограничение снизу на ошибку полученной величины 3,293+0,200
−3,443 км/с, что после перевода к среднему значению ошибки даёт значение относительной скорости — 4,615 ± 1,207 км/с
7. ↑   Расчёт второй космической скорости по стандартной формуле для суммы масс двух звёзд и их взаимного расстояния